# Magomed Adiyev
Magomed Musayevich Adiyev (Grozni, RSFS de Rusia, 30 de junio de 1977) es un exjugador y entrenador de fútbol ruso. Actualmente dirige al Krylia Sovetov Samara.

## Carrera como jugador
Originario de Grozni, Adiyev comenzó su carrera a los 16 años en el Ingushetiya Nazran. Luego jugó en el Anzhi y en 1999 debutó en la Liga Premier con el CSKA el 3 de abril en el partido contra el Krylya Sovetov.
En 2000, jugó para el equipo de reserva del Spartak de Moscú, después de lo cual se mudó nuevamente al Anzhi. Luego regresó a Sarátov y jugó en el Sokol durante dos temporadas. En 2004 acabó en el Terek. Pasó las temporadas 2004-05 y 2005-06 en el Campeonato de Ucrania, jugando para el Kryvbas. En 2006-2008 jugó en el Terek, con el que alcanzó la Liga Premier por segunda vez en 2007. Después del final de la temporada 2008, se mudó al club Nizhny Novgorod, donde pasó una temporada, tras lo cual puso fin a su carrera como jugador.

## Carrera como entrenador
Luego de pasar una temporada como asistente en el Nizhny Novgorod (último equipo de Adiyev como jugador) y también como entrenador de los equipos Volga Nizhny Novgorod y Terek Grozny B, en el 2017 asumió como técnico del Legion-Dynamo.
El 4 de junio de 2018 fue nombrado entrenador del Anzhi.El 31 de marzo de 2019, tras una devastadora derrota ante el Krasnodar, presentó su renuncia al cargo, pero la dirección del club no lo aceptó.No obstante, al final de la temporada terminó abandonando el banquillo del equipo ruso.
El 14 de noviembre de 2019, firmó un contrato de un año y medio con el FC Chayka Peschanokopskoye de la Liga Nacional de Fútbol de Rusia. En febrero de 2021, dejó su cargo de mutuo acuerdo con la dirigencia.
El 16 de abril de 2021, fue anunciado como entrenador del Shakhter Karagandy.Sin embargo, en marzo de 2022, renunció a su cargo para asumir el control de la selección de Kazajistán.En noviembre del mismo año, extendió su contrato por dos años más. Durante su estadía en la selección asiática, ha logrado notables resultados en la Liga de Naciones 2022-23 y en la clasificación para la Eurocopa 2024.El 31 de mayo de 2024, presentó su renuncia por motivos familiares.
El 5 de abril de 2024, fue oficializado como entrenador del Ajmat Grozni.En septiembre del mismo año, se marchó del club en común acuerdo con la directiva del club.
El 16 de abril de 2025, se unió al Khimki con la misión del salvar al club del descenso. Bajo su liderazgo, el club terminó la temporada fuera de la zona de descenso, aunque de todas formas el descendió administrativamente debido a las deudas acumuladas.
El 5 de junio de 2025, firmó un contrato de una temporada con el Krylia Sovetov Samara.

## Clubes

### Como jugador
| Club                | País       | Año       |
| ------------------- | ---------- | --------- |
| Ingushetiya Nazran  | Rusia      | 1994      |
| Anzhi 2             | Rusia      | 1995      |
| Anzhi               | Rusia      | 1996-1998 |
| CKSA Moscú          | Rusia      | 1999      |
| Spartak de Moscú II | Rusia      | 2000      |
| Anzhi               | Rusia      | 2000-2002 |
| Sokol Saratov       | Rusia      | 2002-2003 |
| FC Zhenis           | Kazajistán | 2003      |
| Terek Grozny        | Rusia      | 2004      |
| FC Kryvbas          | Ucrania    | 2004-2006 |
| Terek Grozny        | Rusia      | 2006-2008 |
| Nizhny Nóvgorod     | Rusia      | 2009      |

### Como entrenador
| Club                    | País       | Año           |
| ----------------------- | ---------- | ------------- |
| Terek-2 Grozny          | Rusia      | 2013-2016     |
| Legion-Dynamo           | Rusia      | 2017-2018     |
| Anzhi                   | Rusia      | 2018-2019     |
| Chayka Peschanokopskoye | Rusia      | 2019-2021     |
| Shakhter Karagandy      | Kazajistán | 2021-2022     |
| Selección de Kazajistán | Kazajistán | 2022-2024     |
| Ajmat Grozni            | Rusia      | 2024          |
| Khimki                  | Rusia      | 2025          |
| Krylia Sovetov Samara   | Rusia      | 2025-presente |

## Palmarés

### Como jugador

#### Campeonatos nacionales
| Título           | Club         | País  | Año     |
| ---------------- | ------------ | ----- | ------- |
| Primera División | Terek Grozny | Rusia | 2004    |
| Copa de Rusia    | Terek Grozny | Rusia | 2003-04 |